# Compadres (álbum de Andrés Cepeda)
Compadres (subtitulado como Lado C) é o primeiro EP colaborativo dos cantores colombianos Andrés Cepeda e Fonseca.
O álbum se caracteriza pela variedade de ritmos baseados na fusão latino-americana. Da mesma forma, é a primeira parte do projeto musical entre Cepeda e Fonseca, isto depois da boa recepção que teve a segunda versão do single "Mejor que a ti me va" de Cepeda e das digressões musicais entre os dois artistas. Além disso, o videoclipe do single "La Promesa" contou com a participação especial do apresentador de televisão colombiano Jorge Barón e do músico Jimmy Zambrano.
Dele surgem alguns singles, como: "The Promise", "Better Than It Goes for You" e "Oh That Loves". Este álbum conta com a participação de Cholo Valderrama.

## Faixas
1. La promesa	3:04
2. No me busquen Corazón (com Cholo Valderrama)	2:34
3. Ay esos amores	3:22
4. Mejor que a ti me va (Versão reggae)	3:44
5. Serenata	3:29